# Carbis Bay
Carbis Bay är en vik i Storbritannien. Den ligger i den södra delen av landet, 400 km väster om huvudstaden London.